# 马里安·杜米特鲁
马里安·杜米特鲁（羅馬尼亞語：Marian Dumitru，1960年3月18日—），罗马尼亚男子手球运动员。他曾代表罗马尼亚参加1980年、1984年和1992年夏季奥林匹克运动会手球比赛，获得二枚铜牌。